# Lepidoteuthis grimaldii
Famille
Genre
Espèce
Statut de conservation UICN

 LC  : Préoccupation mineure
Le calmar à écailles (Lepidoteuthis grimaldii) est une espèce de calmar de répartition tropicale et subtropicale. C'est la seule du genre Lepidoteuthis.  Il possède des coussins cutanés (écailles) sur le manteau.
Il a été décrit pour la première fois en 1895 par le prince Albert de Monaco à partir d'un spécimen découvert dans l'estomac d'un cachalot (d'où son épithète spécifique grimaldi).

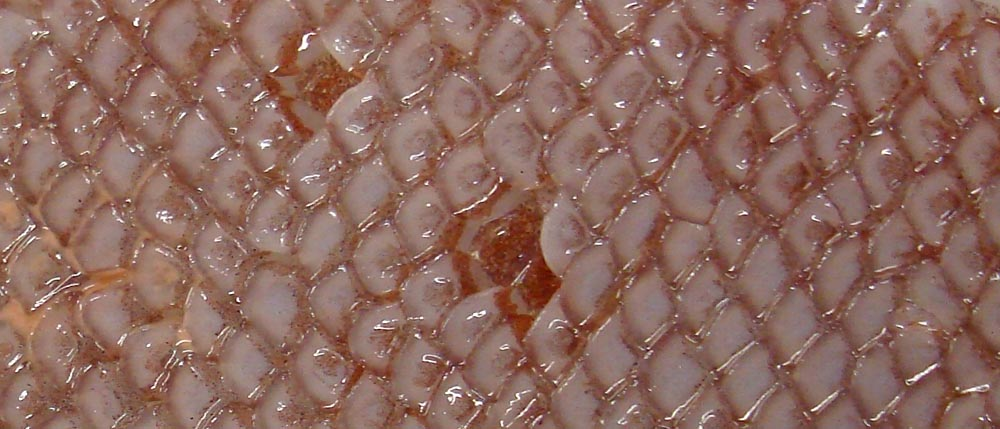
Détail des écailles.
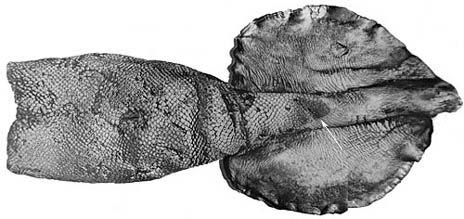
Manteau d'un syntype.